# Apochinomma formicaeforme
Apochinomma formicaeforme är en spindelart som beskrevs av Pietro Pavesi 1881. Apochinomma formicaeforme ingår i släktet Apochinomma och familjen flinkspindlar. Inga underarter finns listade i Catalogue of Life.